# Pyrrhocoris marginatus
Pyrrhocoris marginatus, auch Braune Feuerwanze genannt, ist eine Art aus der Familie der Feuerwanzen. Der für die Art einmal vorgeschlagene deutsche Name „Mönchswanze“ hat keine weitere Akzeptanz gefunden.

## Merkmale
Die Art erreicht eine Körperlänge von 5,6 bis 7, selten bis 9 Millimeter. Der Körper ist einfarbig dunkelbraun bis schwärzlich gefärbt, mit Ausnahme eines markant abgesetzten hell gelben Seitenstreifens auf dem schwielig verdickten Rand des Pronotums und des Coriums der Halbdecken; auch die Spitze und Seiten des Connexivum (das ist der abgesetzte, etwas aufgebogene Rand des Hinterleibs) kann gelblich gefärbt sein. An den Beinen sind die Schienen heller braun, an Basis und Spitze verdunkelt, die Spitzen der Schenkel ist gelb. Wie die im Körperbau ähnliche, aber völlig anders gefärbte Gemeine Feuerwanze (Pyrrhocoris apterus) kommen bei der Art nebeneinander Tiere mit verkürzten Flügeln (brachyptere) und solche mit voll ausgebildeten Flügeln (makroptere) vor, bei denen die Flügel die Spitze des Hinterleibs erreichen. Die Flügellänge der brachypteren Tiere ist variabel, oft bedecken die Halbdecken noch etwa zwei Drittel des sechsten Hinterleibstergits. Die Fühlerglieder sind untereinander fast gleich lang, lediglich das vierte (letzte) ist geringfügig länger.
Die Art ist sehr ähnlich zur auf der Insel Kreta endemischen Pyrrhocoris niger, von der sie sich etwa durch etwas geringere Größe, stärker abgerundete Körpergestalt und den stärker aufgehellten Seitenrand unterscheidet. Beide Arten kommen aber nie gemeinsam (sympatrisch) vor, Angaben von Pyrrhocoris niger aus Südrussland erwiesen sich als fehlbestimmt.

## Verbreitung
Pyrrhocoris marginatus ist eine Art Südosteuropas (westlich bis Südfrankreich) und des angrenzenden West- und Mittelasiens. Sie kommt in ganz Italien, mit Ausnahme der Inseln Sizilien und Sardinien, vor. Funde liegen vor aus der Türkei, des Irak und Iran östlich bis Sibirien und Westchina, sie fehlt aber vollständig im russischen Fernen Osten. Das Verbreitungsgebiet der Art überlappt nicht mit demjenigen der östlich verbreiteten Arten P. fuscopunctatus, P. sibiricus und P. sinuaticollis. In Mitteleuropa ist sie auf wärmebegünstigte Lebensräume, vor allem im Südosten beschränkt. Die Nordgrenze der Verbreitung wird angegeben für das Mosel- und Lahntal und das Kyffhäusergebirge.

## Ökologie und Lebensweise
Die Art ist bodenlebend und ernährt sich, soweit bekannt, durch das Aussaugen von Samen verschiedener Pflanzenarten. Oft findet man sie unter Robinien (Robinia pseudoacacia), deren Samen offenbar zum bevorzugten Nahrungsspektrum zählen, obwohl diese Art in das Verbreitungsgebiet der Art erst vor kurzer Zeit durch den Menschen eingeführt wurde. Ansonsten ist keine Bindung an eine bevorzugte Nahrungspflanze nachgewiesen. Im Gegensatz zur Gemeinen Feuerwanze bildet sie keine größeren Aggregationen aus, sondern lebt einzeln (solitär). 

## Taxonomie
Die Art wurde von Friedrich Kolenati, als Platygaster marginatus, im Jahr 1845 erstbeschrieben. 